# 莫克拉沃爾諾瓦哈河
莫克拉沃爾諾瓦哈河（烏克蘭語：Мокра Волноваха），是烏克蘭的河流，位於該國東部，流經頓涅茨克州，屬於卡利米烏斯河的支流，河道全長63公里，流域面積909平方公里，該河在十二月至二月期間結冰。